# Fur (jazyk)
Fur (furem: bèle fòòr nebo fòòraŋ bèle, arabsky: فوراوي, též zvaný konjara) je furský jazyk, kterým se mluví v západní Súdánu (region Dárfúr). Mluví jím asi 745 000 lidí.
Je to jeden z nejrozšířenějších jazyků Dárfúru. V jazyce fur vysílá Radio Dabanga (krom toho vysílá i v dalších jazycích).